# Coupe d'Espagne de cyclo-cross 2019
Navigation
2018 2020
La Coupe d'Espagne de cyclo-cross 2019 est la 4e édition de la Coupe d'Espagne de cyclo-cross. Elle est composée de 6 manches : la première à Llodio, le 26 octobre 2019, et la dernière à Valence, le 15 décembre 2019.

## Hommes élites

### Résultats
| # | Date         | Lieu                                                       | Vainqueur      | Deuxième       | Troisième             | Leader du classement général |
| - | ------------ | ---------------------------------------------------------- | -------------- | -------------- | --------------------- | ---------------------------- |
| 1 | 26 octobre   | Llodio (XXXII Ziklokross Laudio)                           | Felipe Orts    | Ismael Esteban | Kevin Suárez          | Felipe Orts                  |
| 2 | 27 octobre   | Elorrio (Elorrioko Basqueland Ziklokrosa)                  | Felipe Orts    | Diether Sweeck | David Menut           | Felipe Orts                  |
| 3 | 10 novembre  | Karrantza (XXVII Ciclocross Karrantza)                     | Kevin Suárez   | Ismael Esteban | Dieter Vanthourenhout | Ismael Esteban               |
| 4 | 17 novembre  | Alcobendas (Ciclocross Ciudad De Alcobendas Enbici)        | Iván Feijoo    | Ismael Esteban | Xabier Murias         | Ismael Esteban               |
| 5 | 1er décembre | Pontevedra (Gran Premio Ciudad de Pontevedra)              | Ismael Esteban | Iván Feijoo    | Andrew Jiuliano       | Ismael Esteban               |
| 6 | 15 décembre  | Valence (XXIV Ciclocross Internacional Ciudad de Valencia) | Felipe Orts    | Kevin Suárez   | Clément Russo         | Ismael Esteban               |

### Classement
|    | Coureur               | Points |
| -- | --------------------- | ------ |
| 1  | Ismael Esteban        | 97     |
| 2  | Felipe Orts           | 75     |
| 3  | Kevin Suárez          | 71     |
| 4  | Iván Feijoo           | 66     |
| 5  | Xabier Murias         | 66     |
| 6  | Mario Junquera        | 36     |
| 7  | Dieter Vanthourenhout | 36     |
| 8  | Aitor Hernández       | 35     |
| 9  | Diether Sweeck        | 34     |
| 10 | David Menut           | 28     |

## Femmes élites

### Résultats
| # | Date         | Lieu                                                       | Vainqueur         | Deuxième          | Troisième          | Leader du classement général |
| - | ------------ | ---------------------------------------------------------- | ----------------- | ----------------- | ------------------ | ---------------------------- |
| 1 | 26 octobre   | Llodio (XXXII Ziklokross Laudio)                           | Lucía González    | Aida Nuño Palacio | Joyce Vanderbeken  | Lucía González               |
| 2 | 27 octobre   | Elorrio (Elorrioko Basqueland Ziklokrosa)                  | Lucía González    | Manon Bakker      | Aida Nuño Palacio  | Lucía González               |
| 3 | 10 novembre  | Karrantza (XXVII Ciclocross Karrantza)                     | Aida Nuño Palacio | Lucía González    | Sandra Trevilla    | Lucía González               |
| 4 | 17 novembre  | Alcobendas (Ciclocross Ciudad De Alcobendas Enbici)        | Aida Nuño Palacio | Paula Díaz López  | Irene Trabazo      | Aida Nuño Palacio            |
| 5 | 1er décembre | Pontevedra (Gran Premio Ciudad de Pontevedra)              | Lucía González    | Aida Nuño Palacio | Paula Díaz López   | Aida Nuño Palacio            |
| 6 | 15 décembre  | Valence (XXIV Ciclocross Internacional Ciudad de Valencia) | Lucía González    | Aida Nuño Palacio | Lucia Gomez Andreu | Aida Nuño Palacio            |

### Classement
|    | Coureuse                 | Points |
| -- | ------------------------ | ------ |
| 1  | Aida Nuño Palacio        | 126    |
| 2  | Lucía González           | 120    |
| 3  | Paula Díaz López         | 70     |
| 4  | Irene Trabazo            | 60     |
| 5  | Sandra Trevilla Samperio | 43     |
| 6  | Paula Suárez Chasco      | 40     |
| 7  | Manon Bakker             | 34     |
| 8  | Joyce Vanderbeken        | 30     |
| 9  | Sara Cueto Vega          | 26     |
| 10 | Jordina Muntadas Vilasis | 24     |